# Педесет осма изложба УЛУС-а (1976)
Педесет осма изложба УЛУС-а (1976) је трајала од 26. априла до 16. маја 1976. године. Одржана је у галеријском простору Удружења ликовних уметника Србије односно у Уметничком павиљону "Цвијета Зузорић", у Београду.

## О изложби
Радове за ову изложбу су одабрали чланови Уметничког савета Удружења ликовних уметника Србије и чланови Уметничког одбора Друштва ликовних уметника Србије.

### Награде
Жири за доделу награда су чинили:
1. Бранко Станковић
2. Олга Јанчић
3. Ђурђина Матић
4. Бранко Миљуш
5. Божидар Продановић
6. Милан Цмелић

На састанку који је одржан 24. априла 1976. године су додељене следеће награде:
- Златна палета - Миливоју Стоиљковићу за слику "Фотографска радња", комбинована техника
- Златно дело - Анти Мариновићу за скулптуру "Сапфо са Лезбоса", камен
- Златна игла - Илији Костову за графику "Зов по други пут", акватинта у боји

## Излагачи

### Сликарство
1. Крста Андрејевић
2. Мирослав Анђелковић
3. Миладин Аничић
4. Даница Антић
5. Бојана Бан Ђорђевић
6. Маринко Бензон
7. Љиљана Блажеска
8. Анђелка Бојовић
9. Коста Брадић
10. Војтех Братуша
11. Симо Брдар
12. Здравко Вајагић
13. Војин Величковић
14. Надежда Виторовић
15. Бранислав Вујчић
16. Мирјана Вукмировић Пачов
17. Љубица Вукобрадовић
18. Зоран Вуковић
19. Јоана Вулановић
20. Живан Вулић
21. Шемса Гавранкапетановић
22. Радоман Гашић
23. Горан Гвардиол
24. Оливера Грбић
25. Алексанар Дедић
26. Фатима Дедић
27. Евгениа Демниевска
28. Мило Димитријевић
29. Предраг Димитријевић
30. Милица Динић
31. Властимир П. Дискић
32. Дуња Докић Николић
33. Драго Дошен
34. Љиљана Дрезга
35. Славе Дуковски
36. Амалија Ђаконовић
37. Живојин Ђокић
38. Ђорђе Ђорђевић
39. Заре Ђорђевић
40. Петар Ђорђевић
41. Димитрије Ђурић Ћила
42. Светислав Ђурић
43. Слободан Ђуричковић
44. Миленко Жарковић
45. Маша Живкова
46. Оља Ивањицки
47. Студа Илић
48. Иванка Јевтовић
49. Светозар-Заре Јовановић
50. Владимир Јовановић
51. Јелена Јовановић
52. Вера Јосифовић
53. Маријана Каралић
54. Милан Кечић
55. Никола Клисић
56. Душанка Кљакић
57. Ленка Кнежевић
58. Божидар Ковачевић
59. Планинка Ковачевић
60. Коста Кривокапић
61. Велизар Крстић
62. Божидар Лазаревић
63. Грујица Лазаревић
64. Драгомир Лазаревић
65. Радмила Лазаревић
66. Гордана Лазић
67. Владан Љубинковић
68. Бранко Манојловић
69. Милан Маринковић
70. Снежана Маринковић
71. Бранислав Марковић
72. Војислав Марковић
73. Мома Марковић
74. Душан Машовић
75. Вукосава Мијатовић
76. Павле Миладиновић
77. Милан Милетић
78. Здравко Милинковић
79. Душан Миловановић
80. Олга Милуновић Богдановић
81. Милан Миљковић
82. Бранимир Минић
83. Момчило Митић
84. Милун Митровић
85. Мирјана Митровић
86. Савета Михић
87. Саша Мишић
88. Душан Мишковић
89. Миша Младеновић
90. Драгослав Момчиловић
91. Марклен Мосијенко
92. Марина Накићеновић
93. Марија Недељковић
94. Добривоје Николић
95. Мирјана Николић Пећинар
96. Миливоје Новковић
97. Милан Обретковић
98. Лепосава Ст. Павловић
99. Ружица-Беба Павловић
100. Илија Пандуровић
101. Стојан Пачов
102. Миодраг Петровић
103. Гордана Поповић
104. Вишња Постић
105. Мирко Почуча
106. Божидар Продановић
107. Михајло Бата Протић
108. Ђорђе Прудников
109. Ђуро Радловић
110. Радомир Радовановић
111. Цветко Радовић
112. Милутин Радојичић
113. Сава Рајковић
114. Јован Ракиџић
115. Кемал Рамујкић
116. Владимир Рашић
117. Слободан Роксандић
118. Рајко Самарџија
119. Мирко Сикимић
120. Феђа Соретић
121. Десанка Станић
122. Јовица Стевановић
123. Мирослав Стевановић
124. Тодор Стевановић
125. Радмила Степановић
126. Мирко Стефановић
127. Миливоје Стоиљковић
128. Стеван Стојановић
129. Рафаило Талви
130. Тања Тарновска
131. Невена Теокаровић
132. Радислав Тркуља
133. Лепосава Туфегџић
134. Сабахадин Хоџић
135. Александар Цветковић
136. Драгана Цигарчић
137. Драгутин Цигарчић
138. Милан Цмелић
139. Јадвига Четић
140. Вера Чохаџић Радовановић
141. Димитар Чудов
142. Мила Џокић Капларевић
143. Добрила Џоџо Поповић
144. Томислав Шеберковић
145. Александар Шиверт
146. Хелена Шипек

### Графика и цртеж
1. Бранимир Адашевић
2. Драгиша Андрић
3. Миодраг Анђелковић
4. Мирослав Арсић
5. Ранко Бељинац
6. Биљана Вуковић
7. Милица Вучковић
8. Емир Драгуљ
9. Живко Ђак
10. Момчило Ђенић
11. Марио Ђиковић
12. Јаков Ђуричић
13. Богољуб Ерчевић
14. Весна Зламалик
15. Војислав Јакић
16. Милица Јелић
17. Гордана Јоцић
18. Бранимир Карановић
19. Родољуб Карановић
20. Илија Костов
21. Соња Ламут
22. Милан Мартиновић
23. Даница Масниковић
24. Велимир Матејић
25. Слободан Михаиловић
26. Вукица Обрадовић Драговић
27. Радомир Петровић
28. Вера Симић
29. Добри Стојановић
30. Трајко-Косовац Стојановић
31. Слободан Стојиловић
32. Станка Тодоровић
33. Нусрет Хрвановић
34. Ђорђије Црнчевић
35. Златана Чок

### Скулптура
1. Никола Антов
2. Божидар Бабић
3. Никола Вукосављевић
4. Ратко Вулановић
5. Ангелина Гаталица
6. Милија Глишић
7. Радмила Граовац
8. Савица Дамјановић
9. Светислав Здравковић
10. Даница Кокановић Младеновић
11. Владимир Комад
12. Антон Краљић
13. Милован Крстић
14. Анте Мариновић
15. Душан Марковић
16. Драгомир Милеуснић
17. Владислав Петровић
18. Славка Петровић Средовић
19. Мице Попчев
20. Славољуб Радојчић
21. Екатерина Ристивојев
22. Мира Сандић
23. Сава Сандић
24. Михаило Станић
25. Станко Стојановић
26. Милорад Ступовски
27. Томислав Тодоровић
28. Милан Четник
29. Јелисавета Шобер Поповић